# خبرگزاری ایپنا
خبرگزاری رسمی ورزش ایران یا به اختصار ایپنا یک خبرگزاری ملی اخبار ورزشی در ایران است که در سال ۱۳۸۲ به وسیله مصطفی آجرلو راه‌اندازی شد. ایپنا منبع اصلی اخبار ورزشی‌ای است که در رسانه‌های ایرانی پخش می‌شود.